# Karol Stadler
Karol Ludwik Stadler (ur. 28 stycznia 1886 w Rohatynie, zm. 8–9 kwietnia 1940 w Kalininie) – podinspektor Policji Państwowej i kapitan piechoty Wojska Polskiego, ofiara zbrodni katyńskiej.

## Życiorys
Syn Pawła i Sabiny z Janganów urodzony 28 stycznia 1886 w Rohatynie, ówczesnym mieście powiatowym Królestwa Galicji i Lodomerii. Ukończył studia na Wydziale Filozoficznym Uniwersytetu Jagiellońskiego. 
W czasie I wojny światowej walczył w szeregach cesarskiej i królewskiej Armii. 
Z dniem 1 listopada 1918 został przyjęty do Wojska Polskiego z zatwierdzeniem posiadanego stopnia podporucznika i przydzielony do Kadry Likwidacyjnej 16 Pułku Strzelców. Od 15 września 1919 pełnił obowiązki szefa Oddziału IV Personalnego Sztabu Dowództwa Okręgu Generalnego „Kielce” w Kielcach. Wziął udział w wojnie z bolszewikami. 19 sierpnia 1920 został zatwierdzony z dniem 1 kwietnia 1920 w stopniu kapitana, w piechocie, w grupie oficerów byłej armii austro-węgierskiej. 2 października 1920 został przeniesiony z Baonu Zapasowego 4 Pułku Piechoty Legionów do DOGen. „Kielce” na stanowisko kierownika Adiutantury Sztabu. 1 czerwca 1921 nadal pełnił służbę w DOGen. „Kielce”, a jego oddziałem macierzystym był 4 Pułk Piechoty Legionów. 9 grudnia 1921 został przeniesiony do rezerwy i przydzielony w rezerwie do 4 pp Leg. 2 września 1922 został powołany do służby czynnej w Baonach Celnych (od 9 listopada 1922 Straż Graniczna) i oddany do dyspozycji Głównej Komendy Baonów Celnych. Był dowódcą 6 Batalionu Straży Granicznej w Dederkałach. 31 grudnia 1923 znów przeniesiony do rezerwy. Zweryfikowany w stopniu kapitana ze starszeństwem z 1 czerwca 1919 w korpusie oficerów rezerwy piechoty. W 1934 pozostawał w ewidencji Powiatowej Komendy Uzupełnień Warszawa Miasto III. Posiadał przydział do Oficerskiej Kadry Okręgowej Nr I. Był wówczas w grupie „pełniących służbę w Policji Państwowej, w stopniach oficerów PP”
Od 1 stycznia 1924 pełnił służbę w Policji Państwowej na stanowisku oficera inspekcyjnego Okręgu Wileńskiego. Od 1927 w Komendzie Głównej Policji jako naczelnik Wydziału I, następnie oficer inspekcyjny szkół policyjnych, a we wrześniu 1939 w IV Wydziale Komendy Głównej.
Karol Stadler jest autorem książki Formy wystąpienia policjanta oraz zasady stosowania niektórych środków przymusowych, wyd. 2, Warszawa 1934.
Po wybuchu II wojny światowej znalazł się w niewoli radzieckiej w obozie NKWD w Ostaszkowie. W dniu 11 listopada 1939 roku, z okazji Narodowego Święta Niepodległości, wygłosił przemówienie do policjantów więzionych w obozie w Ostaszkowie, w którym stwierdził, powołując się na jeden z rozkazów Komendanta Głównego Policji, że mundur policjanta polskiego nie może splamić żadna plama, poza plamą krwi; prosił o godność i poprawne zachowanie się. 8 lub 9 kwietnia 1940 został zamordowany przez NKWD.
4 października 2007 Minister Spraw Wewnętrznych i Administracji Władysław Stasiak mianował go pośmiertnie na stopień inspektora Policji Państwowej. Awans został ogłoszony 9 listopada 2007, w Warszawie, w trakcie uroczystości „Katyń Pamiętamy – Uczcijmy Pamięć Bohaterów”.
Był żonaty, miał syna.

## Ordery i odznaczenia
- Krzyż Kawalerski Orderu Odrodzenia Polski (2 maja 1923)[16]
- Srebrny Krzyż Zasługi (18 marca 1930)[17]
- Medal Pamiątkowy za Wojnę 1918–1921
- Krzyż Kampanii Wrześniowej (1 stycznia 1986 - pośmiertnie)[18]
- Medal Dziesięciolecia Odzyskanej Niepodległości